# Deutschland 09
Deutschland 09 ist ein deutscher Episodenfilm aus dem Jahr 2009. Die „13 kurzen Filme zur Lage der Nation“ wurden bereits vor ihrer Entstehung als „Großprojekt der deutschen Regieelite“ bekannt und als Nachfolger des Kollektivfilms Deutschland im Herbst (1977) gesehen. Der von Tom Tykwer initiierte Film wurde am 13. Februar 2009 im Rahmenprogramm der 59. Berlinale uraufgeführt. Laut Tykwer vereint der Film „ein gutes Dutzend individuelle filmische Blicke auf das, was wir heute und jetzt als Heimat erleben – und wie wir uns in diesem Land verorten, verirren, verstricken.“

## Inhalt
Der Film enthält 13 Beiträge verschiedener Regisseure zum Thema Deutschland im Jahr 2009. Jeder Regisseur stellt filmisch seine Sicht auf das heutige Deutschland vor.
- 1. Episode: Erster Tag von Angela Schanelec
Ein kurzer Film in der Morgendämmerung.
- 2. Episode: Joshua von Dani Levy
Levy befragt Menschen auf der Straße, was ihnen zu Deutschland einfällt. Die Stimmung ist schlecht. Das drückt Levy aufs Gemüt. Bis ihm ein Psychiater ein Heilmittel auf pflanzlicher Basis gibt. Als die Wirkung nachlässt, wirft er einfach eine weitere Pille ein.
- 3. Episode: Der Name Murat Kurnaz von Fatih Akin
Erzählt die Geschichte von Murat Kurnaz, der von Januar 2002 bis August 2006 ohne Anklage im Gefangenenlager auf Guantanamo Bay festgehalten wurde.
- 4. Episode: Die Unvollendete von Nicolette Krebitz
Helene Hegemann spielt ein 16-jähriges Mädchen mit Interesse am Filmen. Sie gelangt auf seltsame Weise durch einen tiefen Schacht in eine Wohnung, in der es plötzlich 1969 ist. Nun erscheinen Ulrike Meinhof und Susan Sontag. Beide Frauen sind ca. 36 Jahre alt und arbeiten als Filmemacherinnen und Autorinnen. Sie kommen mit dem Mädchen ins Gespräch.
- 5. Episode: Schieflage von Sylke Enders
Momentaufnahmen aus dem Leben dreier Menschen, deren Wege sich in einer Suppenküche für Kinder kreuzen.
- 6. Episode: Der Weg, den wir nicht zusammen gehen von Dominik Graf und Martin Gressmann
Eine Bilderstrecke der Architektur dieses Landes. Gedreht auf altem Super-8-Material.
- 7. Episode: Fraktur von Hans Steinbichler
Riesch Beintl ist ein Transportunternehmer in den Berchtesgadener Alpen, er liebt Mozart und die Moderne Kunst. Als die FAZ ihr Layout ändert, aus dem die Fraktur-Überschriften verbannt wurden, beschließt er zu handeln. Denn, so Beintl: Wer Fraktur nicht lesen kann, der kann das deutsche Wesen an sich nicht lesen.
- 8. Episode: Eine demokratische Gesprächsrunde zu festgelegten Zeiten von Isabelle Stever
In der vierten Klasse einer Münchner Grundschule im Problem-Stadtteil Hasenbergl erprobt eine junge Lehrerin neue pädagogische Konzepte. Sie will den Kindern möglichst viel Eigenverantwortung überlassen, damit diese lernen, für ihr Sozialleben Verantwortung zu übernehmen.
- 9. Episode: Gefährder von Hans Weingartner
Erzählt wird die Geschichte um den Soziologiedozenten Andrej Holm, der unter fadenscheinigen Begründungen wegen des Verdachts der Beteiligung an terroristischen Verbrechen inhaftiert wurde.
- 10. Episode: Feierlich reist von Tom Tykwer
Feierlich, 40 Jahre, ist Vertriebschef eines Modelabels, das schwarze Zahlen schreibt. Mehrmals im Jahr macht er sich auf und fliegt in knapp einer Woche den globalen Firmenkosmos ab, um mit den Geschäftspartnern die kommende Saison zu planen. Von Düsseldorf nach Paris, über San Diego nach Hongkong. Von dort nach Kairo und von Kairo wieder nach Düsseldorf. Was er nicht sieht, sind die Menschen, denen er begegnet.
- 11. Episode: Ramses von Romuald Karmakar
Ein iranischer Barbesitzer, der in Berlin seit vielen Jahren eine kleine Animier-Bar in Ku’damm-Nähe betreibt, hat es schwer. Das Geschäft und die Gäste haben sich geändert. Das Porträt eines geheimnisvollen Ortes aus einer vergangenen Zeit.
- 12. Episode: Krankes Haus von Wolfgang Becker
Hochbetrieb in der Deutschlandklinik: Suboptimales Humankapital, Defekte im moralischen Flexibilitätszentrum und eine geplatzte Subventionsblase machen Dr. Katelbach das Leben schwer.
- 13. Episode: Séance von Christoph Hochhäusler
Die Menschen leben in einer Mondkolonie. Das Ministerium für Rekonstruktion will bei den Bewohnern die irdischen Erinnerungen löschen, die das Überleben in der neuen Umgebung erschweren. Aber eine Frau entzieht sich der Kontrolle und schreibt „Deutschland“ in den Mondsand.

## Kritik
Margret Koehler vom Bayerischen Rundfunk nannte den Episodenfilm „krude, kontemplativ, nicht politisch korrekt“. Es sei ein „diskussionswürdiges und interessantes Experiment aus individuellem Blickwinkel ohne festgelegten Rahmen und ohne Redakteurseinfluss“ gelungen. „Politisch einordnen lassen“, so schloss sie ihre Filmbesprechung, „wollen sich die Macher nicht. Mit Recht, denn Begriffe wie „links“ oder „rechts“ unterliegen veränderlichen Deutungen, sollten mit ihren eindimensionalen Parolen in einer Zeit der Individualisierung von Massenbewegungen ausgedient haben. Es fehlt heute an einfachen Zusammenfassungen und einer klaren Botschaft, die alten ideologischen Schemata sind obsolet. Auch dafür steht „Deutschland 09“ mit seinen Schwächen und Stärken. Und das ist gut so.“
Christian Buß bezeichnete den Film im Gegensatz dazu in Spiegel Online als „traurige ‚Nonstop Nonsens‘-Version des deutschen Autorenkinos“. Insbesondere Akins Beitrag bewertete er als „geballten Betroffenheitskitsch“ und fügte hinzu, dass für „Weingartners Verschwörungsdramolett“ gleiches gelte. Fast allen Filmen kreidete er „eine viel zu edle Optik“ an und bezeichnete dies als „Onanie pur“. So sei Tykwers Beitrag „Globalisierungskritik als narzisstisches Schnittgewitter“. Nur die Dokumentarfilmbeiträge Stevers und vor allem Grafs bewertete er positiv. Es stehe zu befürchten, so Buß’ Resümee, dass bei dem zeitgleich angelaufenen Mario-Barth-Vehikel Männersache, einem Film voller „widerlicher Kalauer in widerlicher Kulisse“, in einer Minute mehr deutsche Gegenwart stecke als „in den 150 Minuten des eitel fotografierten Sammelwerks“.
Die Allgäuer Zeitung sah hingegen „Heimatbilder von einer zum Teil irritierenden Intensität“. Über die Premierenvorführungen berichtete die Deutsche Presse-Agentur: „So unterschiedlich die Stile und Inhalte, so verschieden ist auch die Wirkung. Bei den Berlinale-Aufführungen reagierten die Zuschauer dementsprechend. Wurden manche Episoden stürmisch beklatscht, lösten andere keine direkte Reaktion oder nur Kopfschütteln aus. Als Stimmungsbild über die Facetten der gegenwärtigen Atmosphäre in der deutschen Demokratie hat der Film in jedem Fall eine über den Tag hinausweisende Bedeutung.“